# حسین معززی‌نیا
حسین معززی‌نیا (زادهٔ ۱۳۵۲) نویسنده، منتقد فیلم، مدرس سینما و مستندساز ایرانی است. او در سال ۱۳۵۲ در تهران متولد شد و تحصیلات خود را در همین شهر به پایان رساند. کار مطبوعاتی‌اش را از سال ۱۳۷۱ در ماهنامهٔ «سوره» به عنوان نویسنده، خبرنگار و گزارش‌گر آغاز کرد و تا آخرین شماره با این ماهنامه همکاری کرد. او در طول سال‌های بعد با هفته‌نامه سروش، ماهنامه نقد سینما، ماهنامه مشرق و هفته‌نامه مهر همکاری کرد و به‌عنوان نویسنده، یادداشت‌های متعددی در هفته‌نامه مهر، ماهنامه‌های دنیای تصویر و فیلم، روزنامه‌های شرق و اعتماد، هفته‌نامه شهروند امروز و دیگر نشریات ایران منتشر کرد.
معززی‌نیا از دی ۱۳۸۸ سردبیری یک ماهنامهٔ سینمایی را بر عهده گرفت که ۲۴ نام داشت و در مؤسسهٔ همشهری منتشر می‌شد. او ۷ سال در مقام سردبیر این مجله به فعالیتش ادامه داد.
او هم‌چنین ۵ کتاب سینمایی تألیف کرده‌است: دربارهٔ ابراهیم حاتمی‌کیا در سال ۱۳۷۶، فیلمفارسی چیست؟ در سال ۱۳۷۸، داستان اسلحه در سال ۱۳۸۶، سینما ـ جشنواره در سال ۱۳۸۷ و سینما و افق‌های آینده در سال ۱۳۸۸.
معززی‌نیا طراحی و اجرای آنونس و تیزر برای بیش از ۲۰ فیلم سینمایی، و کارگردانی و تدوین چند مجموعه مستند تلویزیونی را هم بر عهده داشته‌است. او از سال ۱۳۷۵ به تدریس تاریخ سینما و تحلیل فیلم در مراکز مختلف آموزشی ایران پرداخته‌است.
حسین معززی‌نیا در طول فعالیتش، عضویت در هیئت داوری جشنواره فیلم‌های مستند بم در سال ۱۳۸۴، جشنواره فیلم‌های عاشورایی در سال ۱۳۸۵، جشنواره رویش در سال ۱۳۸۶، دوسالانه جایزه برترین مستند سال (جایزه شهید آوینی) در سال ۱۳۸۸، جشنواره مقاومت و دفاع مقدس در سال ۱۳۹۱، هیئت انتخاب بخش بین‌الملل جشنواره فیلم فجر در سال ۱۳۹۱، هیئت انتخاب فیلم برای معرفی به اسکار ۲۰۱۴، هیئت داوری دومین دوره جشنواره اشراق در سال ۱۳۹۲، هیئت داوری دوسالانه جایزه برترین مستند سال (جایزه شهید آوینی) در سال ۱۳۹۲، هیئت انتخاب بخش بین‌الملل جشنواره فیلم فجر در سال ۱۳۹۲، هیئت داوری جایزه برترین مستند سال (جایزه شهید آوینی) در سال ۱۳۹۴ و… را نیز بر عهده داشته‌است.
معززی نیا داماد سید مرتضی آوینی است.